# Новоподкряж
Новоподкря́ж (укр. Новопідкряж) — село,
Новоподкряжский сельский совет,
Царичанский район,
Днепропетровская область,
Украина.
Код КОАТУУ — 1225684001. Население по переписи 2021 года составляло 891 человек.
Является административным центром Новоподкряжского сельского совета, в который, кроме того, входит село
Супина.

## Географическое положение
Село Новоподкряж находится на правом берегу канала Днепр — Донбасс,
на противоположном берегу — село Могилёв.
На расстоянии в 0,5 км расположено село Супина.
Рядом проходит автомобильная дорога Т-0412.

## История
Село Новоподкряж возникло как один из зимовников на поорельских землях во второй половине XVIII века. 
Впервые упоминается в 1778 году.

## Экономика
- ФХ «Василенко».

ЛПХ "Виноградник Сухорукова"

## Объекты социальной сферы
- Школа.
- Дом культуры.
- Фельдшерско-акушерский пункт.
- В 2011 году местная молодежь создала ЛФК под названием Новоподкряж, создается новое футбольное поле в строительстве которого принимают участие все участники команды.